# G. G. Fratelli Ceirano & C.
G. G. Fratelli Ceirano & C. war ein italienischer Hersteller von Automobilen.

## Unternehmensgeschichte
Das Unternehmen zur Produktion von Automobilen entstand 1904 in Turin als Nachfolgeunternehmen von Fratelli Ceirano & C., als Giovanni Ceirano in das Unternehmen seines Bruders Giovanni Battista Ceirano eintrat. 1905 verließ Giovanni Ceirano das Unternehmen. Giovanni Battista Ceirano nannte das Unternehmen nun Società Torinese Automobili Rapid.

## Fahrzeuge
Es wurden Fahrzeuge nach Lizenz von Renault produziert. Es gab die Einzylindermodelle 5 HP und 6/8 HP sowie das Vierzylindermodell 16 HP mit 4562 cm³ Hubraum.